# Namnsedel
Namnsedel förekommer i sammanhang där man vill bevara anonymiteten vid omröstning i val. Uppgift om namnet läggs i ett förseglat kuvert och öppnas först när så erfordras.
Enligt äldre svenska bestämmelser var ingen författare skyldig att utsatta sitt namn på den bok han givit ut, men denne skulle lämna till boktryckaren en förseglad uppgift om sitt namn. Namnsedeln bevarade även författarens anonymitet och boktryckaren själv kunde vara okunnig om dess innehåll. Men om han inte kunde uppvisa namnsedel om skriften åtalades, stod han själv för författareansvaret.
Ett känt fall med utebliven namnsedel är Bonniers utgivning av Strindbergs verk Giftas.
Skulle en namnsedel innehålla falskt namn, eller alldeles sakna namn, föll ansvaret på borgensmännen. Namnsedeln infordrades av domstolen, och
fich brytas endast efter dess beslut. Dess ändamål var att framkalla den verkliga författaren, i fall fråga blev om ansvar enligt tryckfrihetslagen.
För att skydda en lovlig anonymitet var det förbjudet, att bryta namnsedeln utan domstolens beslut.
Enligt nuvarande bestämmelser ska för periodiska skrifter en ansvarig utgivare anges. Har författaren till en bok valt att vara anonym blir förläggaren ansvarig.